# 為什麼貓都叫不來。
《為什麼貓都叫不來。》為日本漫畫家杉作創作的日本非虛構漫畫作品。之後也改編為真人電影和動畫短片。簡稱為「貓叫（猫よん）」。本作為杉作以自家飼養的兩隻貓咪為主角創作的漫畫作品；不過在創作本作初期，這兩隻貓都已經逝世。改編動畫於2015年10月至12月在BS朝日及大阪電視台播出。真人電影版2016年1月30日於日本上映，台灣於2016年4月22日上映。

## 故事概要
他的夢想是成為世界拳王。為了達成這個夢想，他每天都非常努力練習。之後因為一次比賽的傷勢，他不得不放棄這個夢想。他的漫畫家哥哥，因為作品一直不暢銷，下定決心改行回老家，原本在打拳之餘擔任哥哥助手的他，陰錯陽差的成為了漫畫家，原本討厭貓的他，在與家中的兩隻貓「小黑」及「小嘰嘰」相處後成為了「貓奴」，他的人生也因此有了改變…

## 登場人物

### 主要人物
前者為電影版演員及參與演出的貓咪，後者為動畫版配音員。
我（杉田光雄）
演員：風間俊介／配音：岩畔祐希
志向是成為職業拳擊手，打拳之餘擔任漫畫家哥哥的助手。討厭貓。替哥哥照顧撿回來的兩隻流浪貓之後，自此成為與貓形影不離的貓奴。
大哥（老哥）
演員：鶴野剛士／配音：木戸昌宏
漫畫家。某日在外頭撿回了兩隻貓，拜託弟弟照顧。
小梅
演員：松岡茉優
我（杉田光雄）在幼兒園廚房的同事，日後的妻子。
醫師
演員：伊藤武瑠

### 貓咪
小黑
演員：蘋果／配音：小山里沙
小嘰嘰
演員：法子／配音：神川莉生
波可
大哥在小黑死後撿回來的貓咪。
小斑
小黑的孩子。
小灰
小黑的朋友。
野貓三兄弟
配音：山内穗乃香

## 原作漫畫

### 日文版
杉作《為什麼貓都叫不來》，杉作，全4冊
- 2012年5月17日發行 ISBN 9784408411644
- 2013年3月14日發行 ISBN 9784408411729
- 2013年10月31日發行 ISBN 9784408411774
- 2014年12月4日發行 ISBN 9784408411781

杉作、杉崎守《為什麼貓都叫不來 在那之後的解說書》
- 2015年9月17日發行 ISBN 9784408414171

### 台灣中文版
杉作《為什麼貓都叫不來》，譯者：涂愫芸，愛米粒出版社，全4冊
- 2013年6月1日發行 ISBN 9789868924420
- 2013年10月1日發行 ISBN 9789868924468
- 2014年4月14日發行 ISBN 9789868995093
- 2015年5月11日發行 ISBN 9789869155854

杉作、杉崎守《為什麼貓都叫不來 最終》，譯者：涂愫芸，愛米粒出版社
- 2016年1月12日發行 ISBN 9789869239738

## 電影
2016年1月30日於日本上映。由《探險隊的榮光》（主演：藤原龍也）導演山本透執導。本片是男主角風間俊介5年來首度擔任主演的影視作品。原作者杉作在片中客串演出食堂老闆一角。

### 製作團隊（電影版）
- 導演：山本透
- 劇本：山本透、林民夫
- 製作人：森川健一、宇田川寧
- 攝影：小松高志（J.S.C）
- 照明：蒔苗友一郎
- 錄音：高島良太
- 美術：林千奈
- 編審：相良直一郎
- 音樂：兼松衆
- 主題曲：SCANDAL「Morning sun」[8]
- 題字：關善之 for VOLARE inc.
- 宣傳協助：「貓咪的心情」雜誌
- 特別協助：貓咪雜貨專賣店「Felissimo貓部」
- 發行、宣傳：東京劇場
- 製作公司：dub
- 製作：「為什麼貓都叫不來。」製作委員會（大阪電視台、dub、NBC環球娛樂、pia、BS朝日、Plandas、TBS廣播與信息公司、實業之日本社）

## 動畫短片
2015年10月至12月於BS朝日及大阪電視台播出，每集約5分鐘。全12話。2016年1月18日至30日於大阪電視台重播。動畫角色由日本工學院專門學校創新學院中透過徵選所選出的學生擔任配音。

### 製作團隊（動畫短片版）
- 原作：杉作「為什麼貓都叫不來。」（實業之日本社）
- 導演、劇本：野尻喜昭
- 作畫：嵐川傳藏
- 題字：關善之 for VOLARE inc.
- 音響製作：安藤友章（MEDIA HOUSE sound Design）
- 音樂：兼松衆
- 錄音工作室：SKIP影城 彩之國視覺廣場
- 製作進行：妙圓園洋輝
- 製作人：森川健一
- 製作：dub
- 製作協助：Relation公司、日本工學院專門學校創新學院、DIGITAL SKIP STATION
- 製作出品：「為什麼貓都叫不來。」製作委員會

### 播出各集
| 集數     | 標題                   | 中文標題           |
| -------- | ---------------------- | ------------------ |
| 第一話   | 我が家に猫がやってきた | 我家的貓來了       |
| 第二話   | そんなオレが猫を       | 這些是我的貓       |
| 第三話   | 景色                   | 景色               |
| 第四話   | こんな2匹              | 居然有2隻          |
| 第五話   | 俺はボクサー           | 我是拳王           |
| 第六話   | 夢やぶれて             | 我有一個夢想       |
| 第七話   | アニキよ、どこに行く？ | 大哥，你要去哪裡？ |
| 第八話   | 経費削減               | 削減經費           |
| 第九話   | 君と暮らせば           | 與你一起生活       |
| 第十話   | 追跡                   | 跟蹤               |
| 第十一話 | 賢猫「チン」           | 好貓「小鈴」       |
| 最終話   | 猫とクリスマス         | 貓與聖誕節         |

### 播出電視台
日本深夜動畫：下文記載的日本国内播放時間使用日本標準時間（UTC+9）表示。因為部分時間标识會採用30小时制，因此請留意这类超过24:00的时间，其實際播放時間為翌日清晨。
| 播放地區 | 播放電視台 | 播放日期                | 播放時間                      |
| -------- | ---------- | ----------------------- | ----------------------------- |
| 日本全國 | BS朝日     | 2015年10月2日－12月18日 | 每週五 24:54－1:00            |
| 大阪府   | 大阪電視台 | 2015年10月9日－12月24日 | 每週五 1:00－1:05（週四深夜） |

## 外部連結
- 《為什麼貓都叫不來 在那之後的解說書》 （页面存档备份，存于）
- 《為什麼貓都叫不來。》電影官方網站 （页面存档备份，存于）
- 僅有一天的貓咪電影節 （页面存档备份，存于）
- 為什麼貓都叫不來。的X（前Twitter）
- 電影《為什麼貓都叫不來。》的Instagram帳戶
- 為什麼貓都叫不來。的Facebook專頁
- YouTube上的《為什麼貓都叫不來。》頻道
- 大阪電視台官方網站 （页面存档备份，存于）
- BS朝日官方網站 （页面存档备份，存于）
- 《為什麼貓都叫不來》台灣中文預告片 （页面存档备份，存于）